# Remaucourt (Aisne)
Remaucourt ist eine französische Gemeinde mit 278 Einwohnern (Stand 1. Januar 2022) im Département Aisne in der Region Hauts-de-France (vor 2016 Picardie). Sie gehört zum Arrondissement Saint-Quentin, zum Kanton Saint-Quentin-2 und zum Gemeindeverband Saint-Quentinois.

## Geographie
Die Gemeinde Remaucourt liegt an der oberen Somme, acht Kilometer nordöstlich des Stadtzentrums von Saint-Quentin. Nachbargemeinden von Remaucourt sind Fontaine-Uterte im Nordosten, Essigny-le-Petit im Osten, Homblières im Süden, Morcourt im Südwesten sowie Lesdins und Sequehart im Nordwesten.

## Bevölkerungsentwicklung
| Jahr                       | 1962 | 1968 | 1975 | 1982 | 1990 | 1999 | 2006 | 2013 | 2022 |
| -------------------------- | ---- | ---- | ---- | ---- | ---- | ---- | ---- | ---- | ---- |
| Einwohner                  | 283  | 288  | 286  | 368  | 406  | 372  | 339  | 312  | 278  |
| Quellen: Cassini und INSEE |      |      |      |      |      |      |      |      |      |

## Sehenswürdigkeiten

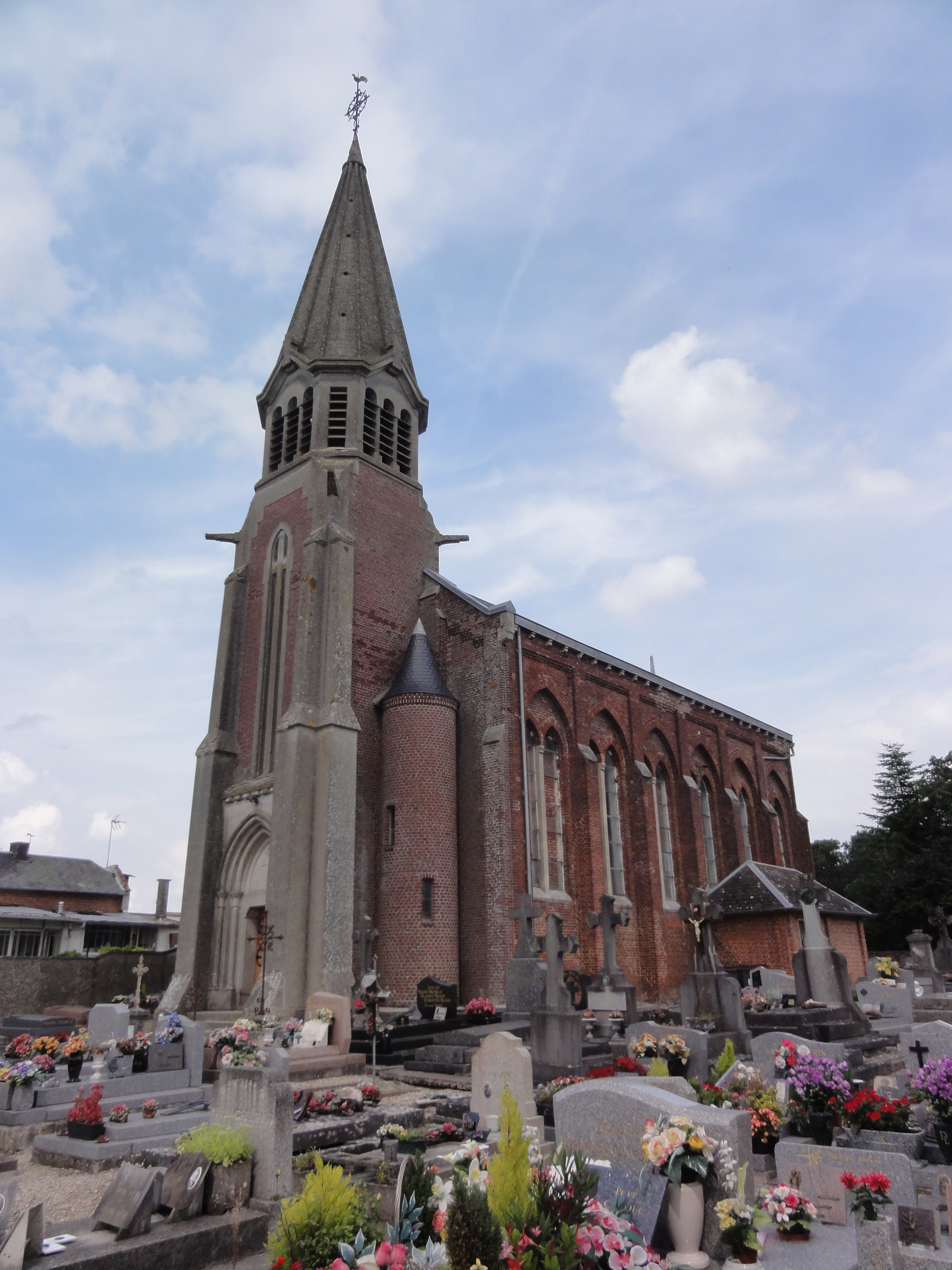
Kirche Saint-Géry
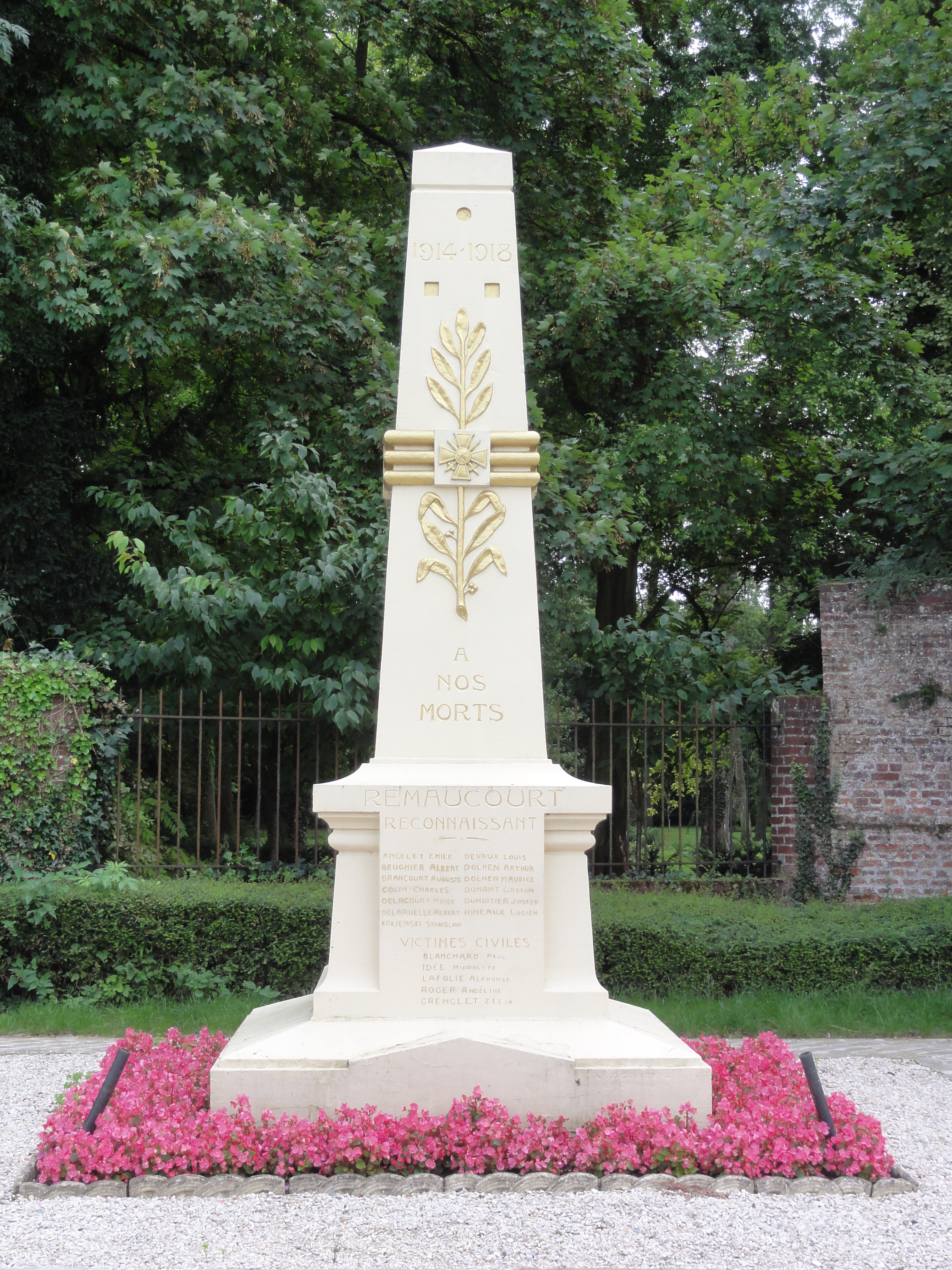
Gefallenendenkmal

- Kirche Saint-Géry
- Gefallenendenkmal